# Ryd, Tingsryds kommun
Ryd är en tätort i Tingsryds kommun i Kronobergs län och kyrkby i Almundsryds socken. Ryd ligger vid Hönshyltefjorden (utvidgning av Mörrumsån), sydväst om centralorten Tingsryd.
Länsvägarna 126, 119 och 120 utgår från Ryd.

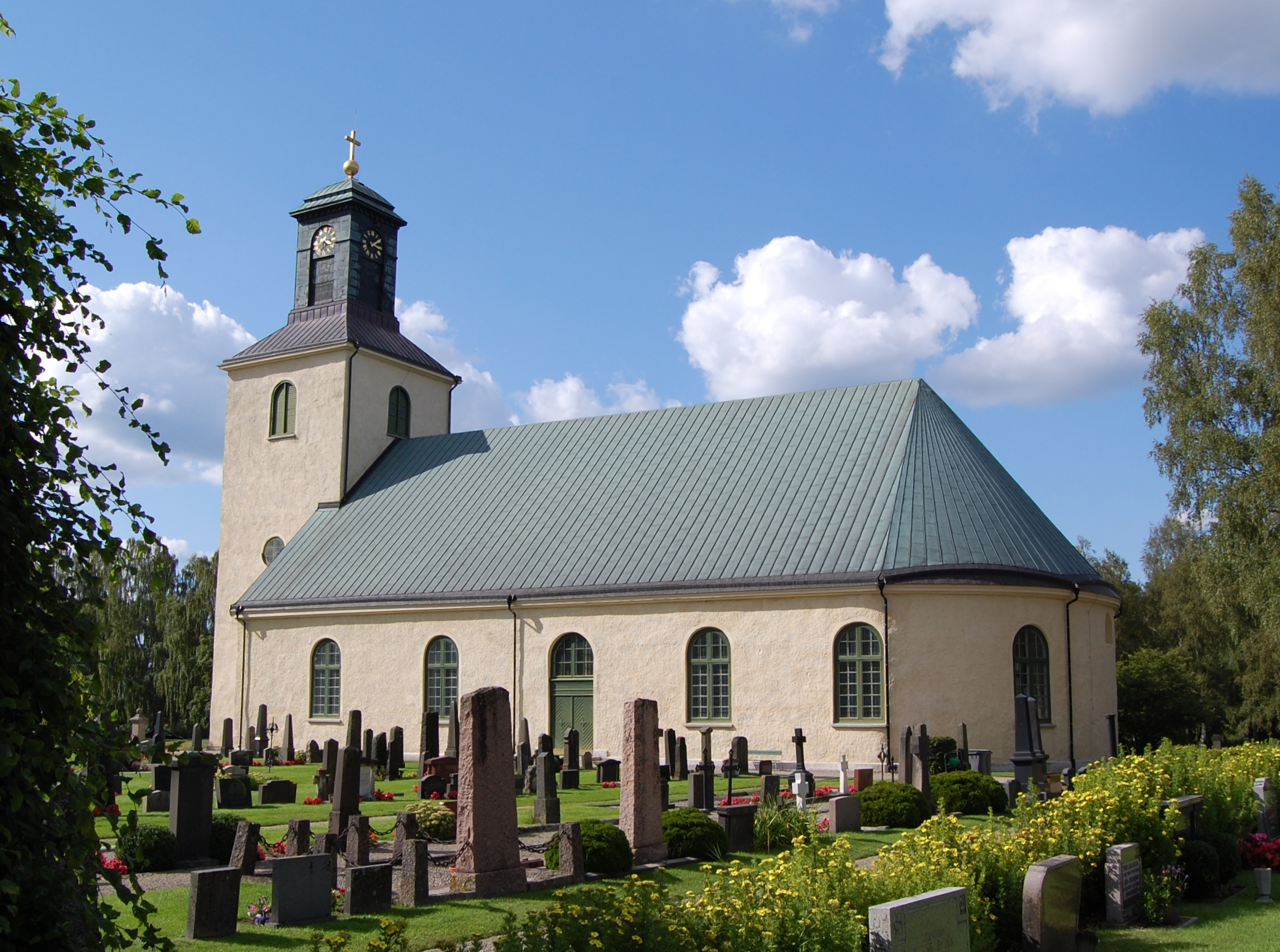
Almundsryds kyrka.

Vid Ryd inträffade en helikopterolycka den 11 september 2007.

## Administrativa tillhörigheter
Ryd var och är kyrkby i Almundsryds socken och ingick efter kommunreformen 1862 i Almundsryds landskommun där Almundsryds municipalsamhälle inrättades 2 december 1905.
Landskommunen utökades 1952 och ombildades 1958 till Almundsryds köping som 1967 namnändrades till Ryds köping. Köpingskommunen upplöstes 1971 då orten uppgick i Tingsryds kommun.
I kyrkligt hänseende har Ryd alltid hört till Almundsryds församling.
Orten ingick till 1919 i Kinnevalds tingslag därefter till 1971 i Mellersta Värends tingslag. Sedan 1971 ingår Ryd i Växjö domsaga.

## Historia

### Stationssamhället Ryd
Järnvägsstationen uppfördes 1874 då järnvägsförbindelsen stod färdig och den är nyrestaurerad och fungerar som busstation. Den 28 juni 1874 skedde invigningen av Karlshamn – Vislanda järnväg av kung Oskar II. Efter järnvägens tillkomst förändrades Ryd. Från 1875 till 1890 växte Ryd och det blev nu en handels- och hantverksort. Yrken som virkeshandlare och spannmålshandlare finns i husförhörslängden. De nya färdmedlen spred nya idéer och i de skiftade byarna kunde nya sätt att bruka marken lättare vinna insteg. Med järnvägen spreds folkrörelserna och deras förespråkare ut landsorten. De första folkrörelserna var frikyrkorörelsen, arbetarrörelsen och nykterhetsrörelsen. De förändrade det politiska landskapet och ökade folkbildningen.

### Dagens Ryd
Ryd är näst största tätorten i Tingsryds kommun. Ryd var en järnvägsknut och har bevarade byggnader från järnvägsepoken. Stationshuset, med omgivningar som värdshuset och uppackningsbyggnaderna, lagerbyggnader och miljön med blandade hus för bostäder och affärer längs Storgatan utbildar klart ortens centrum. Bostäderna för de mer än 1400 personer som bor i Ryd utgörs till största delen av villor. Tingsryds kulturmiljöprogram från 1992 ser ut flera enstaka byggnader som särskilt värdefulla i Ryds tätort; kyrkan, sockenstugan, prästgården samt byggnader i anslutning till järnvägsstationen och Ryds brunn.

## Befolkningsutveckling
Ryds municipalsamhälle hade 1914 423 invånare på 91 hektars yta och samhället hade 555 invånare 1921, och 674 invånare 1931. Areal för municipalsamhället var 1931: 91 hektar. Ryd hade enligt Nordisk familjebok 4:e upplagan 943 invånare 1954 på ytan 94 hektar.
| Befolkningsutvecklingen i Ryd 1960–2020 | Befolkningsutvecklingen i Ryd 1960–2020 | Befolkningsutvecklingen i Ryd 1960–2020 | Befolkningsutvecklingen i Ryd 1960–2020 | Befolkningsutvecklingen i Ryd 1960–2020 |
| --------------------------------------- | --------------------------------------- | --------------------------------------- | --------------------------------------- | --------------------------------------- |
|                                         |                                         |                                         |                                         |                                         |
| År                                      |                                         |                                         | Folkmängd                               | Areal (ha)                              |
| 1960                                    | 1960                                    |                                         | 1 287                                   |                                         |
| 1965                                    | 1965                                    |                                         | 1 284                                   |                                         |
| 1970                                    | 1970                                    |                                         | 1 467                                   |                                         |
| 1975                                    | 1975                                    |                                         | 1 580                                   |                                         |
| 1980                                    | 1980                                    |                                         | 1 745                                   |                                         |
| 1990                                    | 1990                                    |                                         | 1 671                                   | 199                                     |
| 1995                                    | 1995                                    |                                         | 1 648                                   | 202                                     |
| 2000                                    | 2000                                    |                                         | 1 500                                   | 202                                     |
| 2005                                    | 2005                                    |                                         | 1 446                                   | 202                                     |
| 2010                                    | 2010                                    |                                         | 1 416                                   | 206                                     |
| 2015                                    | 2015                                    |                                         | 1 474                                   | 224                                     |
| 2020                                    | 2020                                    |                                         | 1 450                                   | 232                                     |
|                                         |                                         |                                         |                                         |                                         |

## Företag

### Rydsbrunn
Ryds Brunn och Badanstalt var ett viktigt företag i ortens historia. Anläggningen byggdes vid Hönshyltefjorden och invigdes1892, men hette då Ryds Sanatorium. Byggnaderna på brunnen bestod av matsalar och kök, kok- och brygghus, samt varmbadhus och kallbadhus. Ett kneippbadhus byggdes några år senare 1896. Vatten hämtades i en särskild hälsobringande källa vid Skogsvillan. Gästerna bjöds på underhållning av olika slag. 200 badgäster kom första året och de blev sedan snabbt fler. 1916 hade badanstalten sitt bästa år med hela 1 450 gäster. De sysselsatta på anläggningen påverkade Ryds samhälle med sina inkomster och samhället tjänade stora hyresintäkter. Ryds befolkning var under sommaren 1000 fler än under vintern. Badgästerna hyrde ofta bostäder i lokalbefolkningens hus. Redan 1920 hade gästerna börjat minska och 1941 nådde man åter bara 200 gäster. Lönsamheten försvann och 1944 stängde badanstalten. 1947 köpte Ryds samhälle brunnen. Reso hyrde anläggningen 1944 för att hysa flyktingar. En tid fungerade den som sommarrestaurang.1957 blev Ryds Brunn vårdanstalt för alkoholmissbrukare.

### Ryds glasbruk
Glasbruket var i produktion från 1919 och blev slutligen nedlagt på 1980-talet. Under 1970-talet var brukets produktion av störst omfattning men sen kom ett avbrott i produktionen. Därefter förekom bara liten produktion av prydnadsglas till nedläggningen i mitten av 1980-talet. Som mest hade glasbruket omkring 60 anställda.

### Ryds båtar AB
Ryds båtindustri grundades 1946 med tillverkning av fiskespö och har tillverkat fritidsbåtar sedan 1959. Företaget tillverkar drygt 10 modeller av båtar från enkla roddbåtar till mera påkostade motorbåtar med styrpulpet. Företaget hade 2019 19 anställda med 24 miljoner i omsättning och 2021 hade antalet anställda ökat till 28 med omkring 75 miljoner i omsättning.

### Rydverken AB
Rydverken började sin verksamhet 1970 och sedan dess har företaget vuxit. Man startade som  verktygsmakare men har fått ett större sortiment med tjänster och olika lösningar.  Kärnan är fortsatt tillverkning av verktyg och metallbearbetning. Från maj 2016 är Rydverken medlem i Techtank.

#### Historik
Företaget har inga rötter i Ryd utan Sven Paulsson grundade företaget på orten. Verkstadsbyggnaden hade kommunen byggt 1969. Fabriksfastigheten ägdes i början av kommunen, men köptes av företaget och  har sedan byggts ut  i etapper. Läget med stora verkstadsindustrier i Olofström, Karlskrona och Kalmar var gynnsamt och Göteborg, Malmö och Jönköping är också relativt närbelägna. Anläggningen och antalet anställda växte från 1970 till 2000. Tillverkningen har varit främst specialverktyg inom press- och plåt som tillverkas efter beställning av kunderna. Produktionen av prototyper för verkstadsindustrin sker med avancerade verktygsmaskiner. En NC-maskin från 1975 var en pionjär i Sverige och sedan 1980-talet blev maskinerna programmerbara. Kunderna var närbelägna Volvo, Alfa-Laval och ABB. Rydverken har också haft kunder som Volvo i Trollhättan. Antalet anställda har från grundandet växt till runt 30, med merparten huvuddelen verksamma i produktionen med en liten administration. 2022 hade företaget 30 anställda och 46 miljoner i omsättning.

### Ebbemåla Mekaniska Verkstad
Ebbemåla Mekaniska Verkstad är ett familjeföretag i tredje generationen, som grundades 1968. Företaget ligger i Ryd och har moderna lokaler på 2 700 kvm med kontor- och personalutrymmen. Företagets produktion är legoproduktion i metall som sker med programstyrda maskiner. Serierna som produceras är små eller medelstora och momenten i produktionen är främst fräsning, svarvning och borrning med eftermontering. Även gjutning och ytbehandling utföres. Företaget har 50 anställda med 108 miljoner i årsomsättning.

### Hallabro Elektriska AB
1948 startar de tre bröderna Elheim egen installationsfirma med namnet Hallabro Elektriska i Hallabro, Blekinge. 1952 öppnas filial, butik och installation i Ryd. 1959 öppnas butik och installationslager i Hallabro. 1981 öppnas filialer i Tingsryd och Ronneby. Företaget finns 2023 i Tingsryd, Ryd, Ronneby, Växjö, Vislanda och i Kalmar (Apptronic Elteknik). Totalt har företaget 90 medarbetare i koncernen på alla orter.

### Brandab
Brandab grundades 1967 och är ett företag inom området brandsäkerhet och sjösäkerhet med utbildning i sydöstra Sverige. Företaget sysslar med brandskydd, säkerhetsutrustning, riskananlyser och säljer livflottar och överlevnadsdräkter. Företaget har 30 anställda i hela området varav några arbetar i Ryd. I Olofström /Ryd har företaget sitt ursprung i vaktbolaget Nymans Brand & Skydd i Växjö.

### MPM Industriprodukter
MPM Industriprodukter grundades 1989 av Roger Möller, Patrik Persson och Börje Määttä. Företaget startade i en hyrd lokal i Ryd men flyttade 1991 till nybyggda egna  lokaler på Gesällvägen i Ryd. Lokalerna har utökats i flera omgångar sedan dess. Företaget var inriktat på svetsning och montering men sysslar sedan några år även med byggnadssmide och måleri av egen tillverkning. Företaget har moderna maskiner och  plåt stansas och bockas upp till 6 mm tjocklek.  22 medarbetare finns i fabriken, på kontoret eller ute på fältet. Företaget omsatte omkring 40 miljoner 2022.

### SIS Ungdomshem på Ryds Brunn
På SiS-hemmet Ryds brunn bor och behandlas 20 unga killar. Ryds brunn var först kurort sedan alkoholistanstalt från 1957 och 1996 blev det utbildningsinternat för unga pojkar. SiS ungdomshem Ryds brunn är vårdanstalt för skolpliktiga pojkar med psykosociala problem, kriminalitet eller drogberoende. På Ryds Brunn arbetade 2017 totalt 73 behandlingsassistenter.

## Service i Ryd

### Förskola
Förskolan i Ryd heter Juvelen och ligger i närheten av skolan och idrottshall men med den lilla ortens närhet till skog och natur. Juvelen har fem avdelningar och är indelad i olika åldersgrupper.

### Trojaskolan
i Ryd är en så kallad F-6-skola med förskola årskurs 0 och undervisning upp till sjätte årskullen. Skolan har också fritidshem. Elevantalet uppgår till 150.  Upptagningsområde för skolan är Ryd och Fridafors.

### Solängen
är ett äldreboende i Ryd med 36 lägenheter som är delade i tre avdelningar. Solängen byggdes 1971. Mindre matsalar finns på varje avdelning. Pensionärer  som bor kvar eget boende i Ryd kan äta middag på Solängen. Fotvård erbjuds boende och andra pensionärer varje vecka. Solängen har personal dygnet runt och är utgångspunkten för hemtjänsten och hemsjukvården i Ryd. Vårdcentralens läkare besöker  hemmet varje vecka.

### Vårdcentralen Ryd
Vårdcentralen har läkare och sjuksköterskor med flera olika specialiseringar mot diabetes, kol och astma, barnavård och äldremottagning  arbetsterapeut och sjukgymnast med mera. I samma byggnad finns ett apotek,

## Mataffär
Affären ICA Nära i Ryd öppnade i mitten på 1970-talet. Sedan 1997 är Jonas Andersson verksam där först som butikschef 1997 och sedan maj 2000 som ägare till butiken. Affären har fördubblat sin affärsyta sedan 2000. 2015 hade butiken 16 fastanställda i bolaget. Största konkurrenter är  Willys och Maxi i Olofström två mil från Ryd. De rydbor som arbetar i Olofström handlar ibland i dessa butiker.

## Föreningar

### Ryds Sportklubb
grundades den 27 juni 1927 med ingenjör Harald Parmfeldt som initiativtagare. Föreningen fick först hyra fotbollsplan. På planen spelades fotboll och tränades allmän idrott. Fotboll har varit den viktigaste idrotten under alla år. På senare tid har innebandyn tillkommit med stor aktivitet för ungdom, damer och herrar. Klubben saknade seniorlag i fotboll några år men efter att ha återvänt till seriespel gick klubben upp i division fyra med ökat intresse för klubben. Idrottsplatsen Trojavallen är byggd under 1970-talet, tidigare spelade man på Gamla Trojavallen som var belägen närheten av hembygdsgården. I Ryd finns dessutom Ryds basketklubb och Ryds tennisklubb.

### Ryds Motorklubb
bildades 1954. Klubbens har en lokal i Tröjemåla skola som ligger 1 km från Ryd. Det är en större byggnad som ger plats att bedriva flera  verksamheter. Klubben har varit aktiv i många motorsporter den viktigaste tävlingsformen har varit rally, där klubben har arrangerat tävlingar och varit medarrangör i South Swedish Rally. Klubbens medlemmar har även tävlat i Folkrace, Formula Offroad, Banracing, Monsterrace, Rallycross, Roadracing, Sidvagns Roadracing med mera. Klubben är ansluten till Svenska Bilsports Förbundet och Svenska Motorcykel Förbundet.

### Almundsryds Hembygdsförening
bildades i september 1935. På ett JUF-möte föreslog urmakare Wictor Agné att en hembygdsförening skulle bildas. Lektor Elmqvist från Växjö talade över ämnet “Synpunkter rörande hembygdsvården i Almundsryd” på föreningens första möte i sockenstugan. Föreningen bildades och fick 17 medlemmar på sitt första möte med folkskollärare Axel Mobrand som ordförande. Två namnförslag fanns Tröja Hembygdsförening och Almundsryds Hembygdsförening som blev det antagna namnet. Medlemsavgiften sattes i början till en krona. Förening förvaltar en hembygdspark i Ryd och den lilla skvaltkvarnen i Siggamåla.1945 trycktes föreningens första årsbok i  300 till 400 exemplar. Hugo Bengtsson var redaktör för boken.

#### Hembygdsparken skapas
Föreningen valde mellan två gamla stugor, en mangårdsbyggnad i Stensjömåla som föreningen köpte för 500 kr. Ryds municipalsamhälle upplät mark för hembygdsparken och i början av 1936 flyttades Stensjömålastugan dit till en kostnad av 1.275 kronor, med byggmästare Karl Johansson som ledare för flytten. Under 1937 köptes också den andra byggnaden, nämligen högloftsstugan från Milleboda och den flyttades också till hembygdsparken. Föreningen lånade till en början upp pengar till parken. 1938 stod båda stugorna i parken.1952 erbjöds föreningen en högloftsstuga av Maggie Stephens. Efter några år 1955 kom den så kallade Bjellerstedtsstugan på plats i hembygdsparken.

#### Skvaltkvarnen i Siggamåla
sköts av kvarnfogdarna från Almundsryds hembygdsförening. Skvaltkvarnen är omkring 200 år och fungerar fortsatt för att mala säd. Kvarnen lockar varje år besökare på visningar sommartid. 1947 väcktes hembygdsföreningen intresse för skvaltkvarnen i Siggamåla. Hembygdsföreningen köpte kvarnen 1950 av bröderna Hugo och Karl Svensson. Kvarnen fick avgiftsfritt vara kvar på sin plats om den underhölls. I september 1957 hade skvaltkvarnen renoverats till brukbart skick. 

#### Nya uppgifter för hembygdsförteningen
Föreningens arbete har förändrats och i nutid har arbetet med arkiv bland annat med gamla foton från förr och dokumentation av det som försvinner och det nya som tillkommer, foton på byggnader i sin miljö och av människor i fest och vardag. En fotogrupp arbetar med detta. Andra har intresserat sig för att nedteckna berättelser från svunna tider. Föreningen arbetar också mot skolan för att åskådliggöra hur livet levdes förr i tiden. Nutidsdokumentation har också blivit en viktig uppgift i föreningen.

### Pingstförsamlingen i Ryd
Den 8 september 1940 bildades Filadelfiaförsamlingen i Ryd. Ragnar Hägerstrandh var med och grundade församlingen. Då föreningen startade hade man 34 medlemmar och 2020 vid 70-års jubileet fanns 19 medlemmar. Flest var man 1948/1949 med 61 medlemmar. Ryds pingstförsamling äger sin egen kyrkobyggnad och har inga skulder. 1986 såldes Filadelfia som låg på Brunnsgatan i Ryd. Istället förvärvade man läkarstationen på Kyrkogatan. Läkarstationen kostade 375 000 kronor. Senare renovering uppgick till det större beloppet 425 000 kronor. Först var församlingen nära anknuten till Ljungby. Bakgrunden till församlingen var Edit och Dora Ling som flyttade till Ryd 1928. De spred  veckotidningen Evangelii Härold och agiterade i  stugorna. Då flera boende i Ryd blev frälsta och döpte sig skapades underlaget för församlingen.

### SFK Fenan
är en sportfiskeklubb som bildades 1980 eller 1981. Klubben har ett klubbvatten. Verksamheten har två delar sportfiske och casting och klubben är ansluten till 2 riksorganisationer. - sportfiskarna och svenska castingförbundet.